# One Take Only
Pour plus de détails, voir Fiche technique et Distribution.
One Take Only (ส้ม แบงค์ มือใหม่หัดขาย, S̄̂m bængkh̒ mụ̄xh̄ım̀ h̄ạd k̄hāy) est un film thaïlandais écrit et réalisé par Oxide Pang, sorti en 2001.

## Synopsis
L'action se déroule à Bangkok. Bank est un jeune homme désœuvré, trafiquant de drogue, Som une jeune fille bien dans sa peau mais qui se livre à la prostitution de manière occasionnelle pour aider ses parents. Ils vont être amenés à se rencontrer sans comprendre du premier abord la vie que mène chacun d'eux de son côté. Ils devront faire face à une violence qui finira très mal.

## Fiche technique
- Titre : One Take Only
- Titre original : ส้ม แบงค์ มือใหม่หัดขาย (S̄̂m bængkh̒ mụ̄xh̄ım̀ h̄ạd k̄hāy)
- Autre titre : Som and Bank: Bangkok for Sale
- Réalisation : Oxide Pang
- Musique : Orange Music
- Photographie : Krisorn Buramasing et Decha Srimantra
- Montage : Oxide Pang
- Production : Kittikorn Liasirikun, Danny Pang, Oxide Pang et Udom Piboonlapudom
- Société de production : Film Bangkok
- Pays :  Thaïlande
- Format : Couleurs - 1,85:1 - Dolby EX 6.1 - 35 mm
- Genre : Drame
- Durée : 90 minutes (88 min en Thaïlande)
- Dates de sortie : 2001 (film non terminé) puis 2003

## Distribution
- Pawalit Mongkolpisit : Bank
- Wanatchada Siwapornchai : Som
- Chalermporn Paprach : Pom

## Autour du film
Ce film a une place spéciale dans la production d'Oxide Pang. Il peut apparaître comme un essai cinématographique par sa construction déstructurée, avec des séquences en noir-et-blanc, des séquences oniriques, un montage subjectif. 
Traitant de drogue et de prostitution, il sort alors que la Thaïlande voulait redorer son image vis-à-vis d'un tourisme trop sulfureux : des scènes jugées indécentes et immorales furent coupées par la censure et le titre initial Bangkok For Sale remplacé par One Take Only,.
Le film a été réalisé en deux périodes espacées de 6 mois avec un petit budget. Le tournage se déroula avec beaucoup d'improvisation des comédiens et très souvent sans scénario en une seule prise par scène (d'où son deuxième titre One Take Only). Oxyde Pang déclare avoir voulu transcrire ses expériences de Bangkok et adresser un message à la jeunesse, adolescents et étudiants, qui était, vers la fin des années 90, un peu partie à la dérive avec les tentations de la société de consommation et la baisse d'influence éducative des parents.